# Gaullisten (Deutschland)

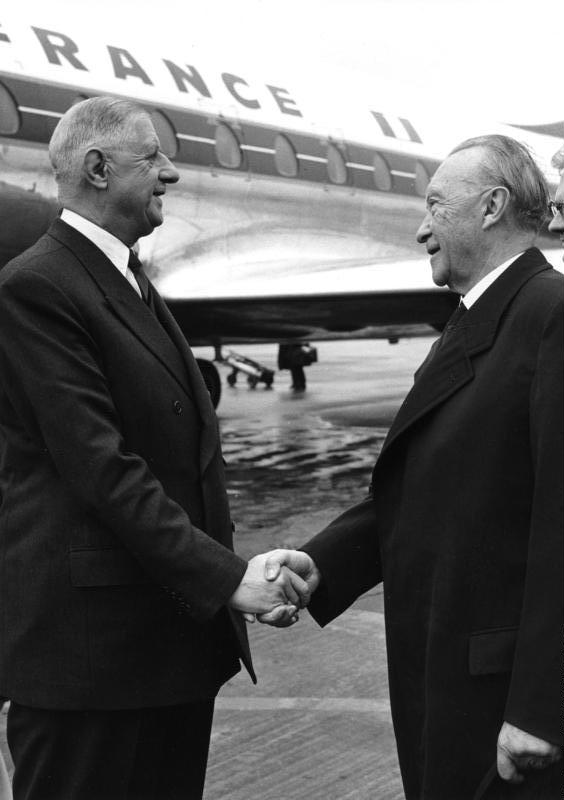
Bundeskanzler Konrad Adenauer begrüßt den französischen Präsidenten Charles de Gaulle (1961)

Als Gaullisten wurden in der Bundesrepublik Deutschland Politiker bezeichnet, die während der Präsidentschaft Charles de Gaulles (1958–1969) eine engere Anlehnung an Frankreich anstrebten. Das Gegenstück waren die „Atlantiker“, die den Beziehungen zu den USA Vorrang einräumten. Diese Unterscheidung betrifft fast ausschließlich die Unionsparteien. Gaullisten und Atlantiker waren sich einig, dass die USA der wichtigste Bündnispartner für die Bundesrepublik waren, es ging eher um taktische Fragen.
Die Unterscheidung hat auch eine wirtschaftspolitische Komponente. An Frankreich orientierte Gaullisten neigten zu einer Wirtschaftspolitik mit größerem staatlichen Eingreifen (Rheinischer Kapitalismus). Dazu gehörte eine Zollpolitik, die den europäischen Markt abschirmte. Die Atlantiker hingegen sympathisierten mit den Freihandelsideen, wie sie in Großbritannien und den USA stärker anzutreffen sind. Gaullisten waren meist politisch konservative Katholiken aus dem Rheinland oder Bayern, Atlantiker eher liberale Protestanten aus Norddeutschland und Franken.
Ein Problem für die deutschen Gaullisten war es, dass sie ein Interesse an einer starken Europäischen Gemeinschaft hatten. In Frankreich jedoch war es gerade de Gaulle, der sich dagegen aussprach und lieber von einem loseren „Europa der Vaterländer“ sprach.
Bekanntester Gaullist war Bundeskanzler Konrad Adenauer, der sich um den Deutsch-Französischen Freundschaftsvertrag von 1963 bemühte. Zu nennen sind auch Heinrich Krone und die bayerischen CSU-Politiker Franz Josef Strauß und Karl Theodor Freiherr von und zu Guttenberg. Bei den Medien standen die Springer-Blätter, der Rheinische Merkur, die Stuttgarter Nachrichten und die katholische Bildpost auf der gaullistischen Seite. Dagegen werden Ludwig Erhard, Gerhard Schröder und Kai-Uwe von Hassel, Der Spiegel, der Stern, Die Zeit, das Sonntagsblatt sowie Christ und Welt den Atlantikern zugerechnet.
Der Konflikt zwischen Atlantikern und Gaullisten wurde gegen 1969 durch den Konflikt um die Neue Ostpolitik abgelöst. Zeitgleich trat in Frankreich de Gaulle als Staatspräsident ab.
Peter Scholl-Latour war erklärtermaßen Gaullist (jedoch lehnte er diese Bezeichnung nach de Gaulles Tod ab) und betrachtete die politischen Vorgänge auf dem Balkan, in Afrika, im Nahen Osten und Ostasien insbesondere aus der Sicht französischer Machtpolitik.